# Spiraeanthomyia karatavica
Spiraeanthomyia karatavica är en tvåvingeart som beskrevs av Fedotova 1989. Spiraeanthomyia karatavica ingår i släktet Spiraeanthomyia och familjen gallmyggor.
Artens utbredningsområde är Kazakstan. Inga underarter finns listade i Catalogue of Life.